# Alexander Alvina Chamberland
Alexander Alvina Chamberland, född 27 augusti 1986 i San Francisco i USA, är en svensk anarkistisk aktivist och tidigare miljöpartist. 
Chamberland föredrar själv att kallas hen. Chamberland var språkrör för Grön Ungdom 2005–2008, ett uppdrag som delades med Elina Åberg 2005–2006 och med Ellinor Scheffer 2006–2008. Chamberland är engagerad i frågor som antikapitalism, mediekritik, djurrätt, asylpolitik och queerfeminism. Dessutom är Chamberland delaktig i kampen för att avkriminalisera sexarbete och förespråkar Nya Zeelands avkriminaliseringsmodell. Under sin tid som språkrör för Grön Ungdom arbetade Chamberland bland annat med att skapa starkare band till utomparlamentariska organisationer med liknande intressen, till exempel Djurens rätt, Attac och Jordens Vänner. Därefter har Chamberland enbart varit utomparlamentariskt aktiv, exempelvis genom queernätverket Hardqueer.
Chamberland är initiativtagare och en av arrangörerna bakom feministklubben och aktivistplattformen "Don't be quiet, start a riot!" på Smålands nation i Lund, samt festivalen Queertopia i Norberg vilken 2010 var Europas första queerfeministiska musikfestival med camping. Tillsammans med Anna Svensson har Chamberland skrivit boken Allt som är mitt: våldtäkt, stigmatisering och upprättelse som gavs ut 2015 på Bokförlaget ETC.